# Mehmet Myftiu
Mehmet Myftiu  né en 1930 à Tirana en Albanie, est un écrivain de langue albanaise. Il vit à Tirana.

## Biographie
Il a été membre actif de la Résistance albanaise dès l'âge de 12 ans. En 1957, il est arrêté et mis en prison par le régime communiste. C'est l'époque où il commence à écrire. Son livre Leka paraît en 1960. Son livre suivant : L'écrivain est proclamé réactionnaire par le Parti. À partir de cette date Mehmet Myftiu est interdit de publication. Ses livres ne seront finalement édités qu'en 1992 après la chute du régime communiste. 

## Œuvres en albanais
- Leka
- Shkrimtari

## Œuvres traduites en français
- Leka, un enfant partisan de Tirana au camp de Pristina, trad. de Elisabeth Chabuel) , Montricher, Noir sur Blanc, 1999  (ISBN 2-88250-079-3)
- L’Écrivain, trad. de Bessa Myftiu, Nice, France, Éditions Ovadia / Lausanne, Suisse, Éditions d’en bas, 2009, 255 p.  (ISBN 978-2-915741-49-0 et 978-2-8290-0362-2)[1]
- À la recherche de la liberté, trad. de Bessa Myftiu, Nice, France, Éditions Ovadia, 2009, 57 p.  (ISBN 978-2-915741-06-3)